# The Hater
The Hater (im Polnischen auch Sala samobójców. Hejter oder kurz Hejter) ist ein teilweise animierter Thriller von Jan Komasa, der am 6. März 2020 in die polnischen Kinos kam.
Netflix schrieb bei der Veröffentlichung des Films: „Ein junger Heuchler – [gespielt von Maciej Musiałowski] – muss als Urheber diverser Hetzkampagnen in den sozialen Medien feststellen, dass Rufmord im Netz auch in der realen Welt brutale Konsequenzen hat“.

## Handlung
Tomek Giemza, Jurastudent an der Universität Warschau, der aus prekären Verhältnissen stammt, wird aus der juristischen Fakultät ausgeschlossen, weil er als Plagiator aufgeflogen ist. Er verheimlicht das vor seinen Freunden und Bekannten, um weiterhin finanzielle Unterstützung von der Familie Krasucki, ohne die er weder studieren noch seine Lebenshaltungskosten finanzieren könnte, zu erhalten. Die Tochter der Krasuckis, Gabi, ist eine Freundin aus Kindertagen, und Tomek ist in sie verliebt.
Nachdem Tomek dann doch die Unterstützung der Krasuckis verloren hat, arbeitet er für eine PR-Agentur, die gegen Bezahlung Prominente und Politiker diskreditiert und in den sozialen Medien Misstrauen gegen LGBT-Gemeinschaften oder Flüchtlinge sät und gegen diese hetzt. Er erhält über die neuesten Technologien Zugang zu geheimen Informationen über die Elite der Hauptstadt und ist an der Verbreitung von Fehlinformationen über Politiker beteiligt. Als sich Paweł Rudnicki, ein guter und ehrlicher Charakter, um den Posten des Bürgermeisters bewirbt, und mit Hilfe von jungen Freiwilligen versucht, über die sozialen Medien neue Wähler zu gewinnen, wird auch er von Tomek Giemza verleumdet.
Rudnicki wird von den Krasuckis unterstützt, die Tomek fallenlassen haben. Auch das spielt bei seiner Entscheidung, den Politiker vernichten zu wollen, eine Rolle, ebenso wie die Tatsache, dass Gabi Krasucka sich nach seinem Geständnis, dass er die Uni habe verlassen müssen, von ihm distanziert hat. Er verschafft sich Zugang zu ihrer Wohnung und installiert dort Überwachungssoftware. So bekommt er mit, dass Gabi ihn auch auf Bitte ihrer Eltern völlig aus ihrem Leben verbannt. Tomek ist nun wild entschlossen, alles zu tun, was seine Vorgesetzte Beata Santorska, eine Frau ohne jeden Skrupel, von ihm verlangt. Und so sät er fleißig falsche Informationen im Netz, die Rudnicki massiv schaden. Als Rudnickis Umfragewerte trotz der Schmutzkampagnen wieder steigen, lastet man das auch Tomek an, der nicht genug tue. Der Auftraggeber sei stinksauer, lässt ihn seine Vorgesetzte wissen. Eiskalt nutzt Tomek daraufhin eine von ihm selbst geschaffene günstige Situation, um es so aussehen zu lassen, dass Rudnicki keinen Dialog wolle und Andersdenkende mundtot machen lässt. Dann nutzt er die Gelegenheit, um sich in Rudnickis Team aufnehmen zu lassen. Er bringt Rudnicki sogar dazu mit ihm Essen zu gern und mischt ihm etwas ins Glas, als der Politiker den Tisch kurz verlässt. Anschließend überredet er ihn noch dazu, eine Bar aufzusuchen, dabei handelt es sich allerdings um eine Schwulenbar. Auf der Tanzfläche wirkt dann wohl die verabreichte Droge und Rudnicki agiert dort völlig hemmungslos. Anderentags ist das Netz voll von diesen Bildern und entsprechenden Kommentaren. Scheinheilig bietet Tomek Rudnicki seine Hilfe an und überredet ihn, als er aufgeben will, dass er weitermachen müsse.
Als Tomek erfährt, dass Gabi mit einem jungen Mann aus ihrer Gesellschaftsschicht demnächst nach New York gehen wird, trifft er eine fatale Entscheidung. Er beobachtet schon längere Zeit einen jungen Mann, der sich Guzek nennt. Guzek, dessen Welt Kampf-Videospiele sind, ist gegen das herrschende System. Tomek hat ihn bereits einmal für seine Zwecke missbraucht. Er beginnt nun damit, diesen systematisch aufzuhetzen und in seinen wirren Vorstellungen zu unterstützen, indem er in dessen Spiele eindringt und ihm zuflüstert, was er tun müsse. Da Guzek Geld verlangt, um tätig zu werden, sucht Tomek Maciej Szozda auf, den Gegner Rudnickis bei den Wahlen, der die Agentur mit dessen Vernichtung beauftragt hat. Er fordert von diesem Geld, wenn er wolle, dass sein Geheimnis gewahrt bleibe. Das hat allerdings zur Folge, dass er mächtigen Ärger mit seiner Vorgesetzten Beata Santorska bekommt. Es gelingt ihm jedoch, sie wieder auf seine Seite zu ziehen, nachdem er mit der um einiges älteren Frau geschlafen hat. Beata sagt ihm 8.000 Złoty zu, die sie ihm jedoch wieder vom Lohn abziehen will.
Bei einer kurz vor den Wahlen stattfindenden Wahlparty entschuldigt sich Gabi plötzlich bei Tomek und meint, sie habe ihn unfair behandelt. Das habe er nicht verdient. Es ist allerdings zu spät, den von Tomek aufgestachelten Guzek noch aufzuhalten. Es gibt sehr viele Tote, unter denen sich auch die älteste Tochter der Krasuckas, Natalia, befindet, ebenso wie Rudnicki. Es gelingt Tomek zwar, Guzek niederzuschlagen, dabei wird er von diesem jedoch mit einem mitgeführten Messer erheblich verletzt, ehe es Hinzueilenden endlich gelingt, den Attentäter zu überwältigen. Der Täter wird angeklagt, das Verfahren gegen ihn jedoch eingestellt, da Zweifel an seiner geistigen Gesundheit bestehen. Die Nachrichtensprecherin verkündet, dass bei dem Angeklagten alles auf einen Einzeltäter hindeute, der von dem tragisch verstorbenen Pawel Rudnicki besessen gewesen sein soll. Er habe von Stimmen in einem Videospiel gesprochen, die ihm Anweisungen gegeben hätten. Weiter verkündet die Nachrichtensprecherin, dass Überlebende ausgesagt hätten, dass sie ihr Leben wahrscheinlich dem Heldenmut von Tomasz Giemza zu verdanken hätten, der den Täter überwältigt und weiteres Blutvergießen verhindert habe. Es sei eine Internetkampagne unter dem Motto „Danke, Tomek“ gestartet worden. Hinter der Kampagne stehe Pawel Rudnickis Gegenkandidat Maciej Szozda. Tomek hört diese Nachricht im Krankenbett, im Zimmer befindet sich ein Meer von Blumen.
Bei späteren Ermittlungen der verschiedenen Behörden versteht es Tomek geschickt, sich ebenfalls als Opfer zu gebärden. Beata Santorska sagt ihm jedoch auf den Kopf zu, dass sie wisse, dass er hinter dem Anschlag stecke. Tomek hält ihr jedoch einen Stick vor die Nase und meint, das sei seine Absicherung, darauf sei alles, was er gegen sie in der Hand habe: Organisiertes Mobbing, Stalking, Psychoterror, Schädigung des Rufs von Firmen und Privatleuten und dann habe er auch noch einen Überweisungsbeleg über 8.000 Złoty. Er droht der Frau unverhohlen, da er sich sicher ist, dass sie nichts Konkretes gegen ihn in der Hand hat, und fordert einen neuen Auftrag ein. Bei den Krasuckas ist er aufgrund seiner angenommenen Heldentat nun als einer der ihren aufgenommen worden.

## Produktion
Regie führte Jan Komasa. In seinem vorhergehenden Cyber-Thriller „Selbstmordraum“ hat er das gleiche Thema als Animationsfilm bearbeitet. Das Drehbuch schrieb wie bei Komasas letztem Film Corpus Christi Mateusz Pacewicz. The Hater wurde von Naima Film produziert und vom polnischen Privatsender TVN, Canal+ Poland, dFlights und Coloroffon koproduziert. Der Titel nimmt Bezug auf das Cyber-Mobbing und die entsprechenden Hasskommentare im Internet.
| Darsteller                | Synchronsprecher   | Rolle                    |  |
| ------------------------- | ------------------ | ------------------------ |  |
| Maciej Musiałowski        | Konrad Bösherz     | Tomasz Giemza            |  |
| Agata Kulesza             | Anna Dramski       | Beata Santorska          |  |
| Danuta Stenka             | Susanne von Medvey | Zofia Krasucka           |  |
| Vanessa Aleksander        | Leonie Dubuc       | Gabi Krasucka            |  |
| Maciej Stuhr              | Gerrit Schmidt-Foß | Pawel Rudnicki           |  |
| Jacek Koman               | Frank Röth         | Robert Krasucki          |  |
| Adam Gradowski            | Amadeus Strobl     | Stefan 'Guzek' Guzkowski |  |
| Wiktoria Filus            | Christina Wöllner  | Volontärin Asia          |  |
| Piotr Cyrwus              | Uve Teschner       | Marciej Szozda           |  |
| Julia Wieniawa-Narkiewicz | Amelie Plaas-Link  | FitAneta                 |  |
| Inga Krefft               | Laura Oettel       | Maria                    |  |
| Krzysztof Nowakowski      | Henning Nöhren     | Patryk                   |  |

Gegenüber der Gazeta Prawna sagte Komasa auf die Frage, woher die Idee gekommen sei, in den Suicide Room zurückzukehren und keinen separaten Film zu schaffen, ohne auf diese Geschichte Bezug zu nehmen, Jurek Kapuściński, der Produzent von Suicide Room habe ihn 2016 gebeten, den in diesem Film enthaltenen Gedanken fortzusetzen, da „bezahlter Hass“ im Internet bereits zum damaligen Zeitpunkt ein „Geschäftsmodell“ war. Hejter sei nicht der zweite Teil von Suicide Room, sondern bewege sich im gleichen Universum mit einer ähnlichen Mechanik der Welt, so Komasa.
Im Vergleich zu der von Bartosz Bielenia gespielten Figur Daniel in seinem letzten Film Corpus Christi, sei Tomek Giemza in Hejter eine sehr nette, hilfsbereite und sozial engagierte Person, so Komasa. Bei beiden Filmen sei er daran interessiert gewesen zu zeigen, wie die Gruppe einen Einzelnen beeinflusst und wie die auserwählten Prügelknaben plötzlich zu jemandem werden, vor dem man Angst hat. Sie seien jedoch irgendwie auch Helden. Die Heldentat von Daniel in Corpus Christi sei in gewisser Weise gewesen, die Gemeinschaft zu versöhnen, indem er vorgab, jemand zu sein, der er nicht ist.
Die Hauptrolle von Tomasz Giemza wurde mit dem Newcomer Maciej Musiałowski besetzt. Vanessa Aleksander spielt Gabi, eine Freundin, die er seit Kindertagen kennt, Danuta Stenka und Jacek Koman spielen ihre Eltern Zofia und Robert Krasucki. Die PR-Agentur-Mitarbeiterin Beata Santorska wird von Agata Kulesza gespielt. Sie ist die Mutter von Dominik, der von Jakub Gierszał gespielt wird. Beide waren in diesen Rollen bereits in Komasas Suicide Room zu sehen. Maciej Stuhr übernahm die Rolle des Politikers Paweł Rudnicki.
Die deutsche Synchronisation entstand nach einem Dialogbuch von Angelika Brötzmann und der Dialogregie von Jürgen Wilhelm im Auftrag der Christa Kistner Synchronproduktion GmbH, Berlin.
Die Filmmusik komponierte Michal Jacaszek.
Der Film kam am 6. März 2020 in die polnischen Kinos und sollte Mitte April 2020 im Rahmen des Tribeca Film Festivals seine internationale Premiere feiern. Das Festivals wurde jedoch aufgrund der Coronavirus-Pandemie abgesagt und auf einen bislang unbekannten Zeitpunkt verschoben. Nach dem Eröffnungswochenende in Polen mit rund 148.000 Besuchern wurde der Film ebenfalls wegen der Coronavirus-Pandemie aus den Kinos genommen und ist seit 18. März 2020 lediglich online abrufbar. Verleiher in Polen ist Kino Świat. Im Mai 2020 sicherte sich Netflix die weltweiten Rechte am Film.

## Rezeption

### Kritiken
Bei Rotten Tomatoes sind 87 Prozent der aufgeführten Kritiken positiv bei einer durchschnittlichen Bewertung mit 7,5 von 10 möglichen Punkten.
Krzysztof Połaski vom Telemagazyn bemerkt in seiner Filmkritik, „Hejt“ sei ein sehr aktuelles Thema. In den sozialen Medien verspürten offenbar viele Internetnutzer das Bedürfnis, andere Menschen zu beleidigen. „Tatsächlich sind nur ein paar Klicks erforderlich, um das Leben eines Menschen zu schädigen“, so Połaski.
Tomasz Zacharczuk vom Online-Magazin trojmiasto.pl schreibt, Jan Komasa zeichne in Sala samobójców. Hejter gemeinsam mit dem Drehbuchautor Mateusz Pacewicz präzise das Porträt eines jungen Mannes aus der Provinz, der getrieben von der Besessenheit des sozialen Aufstiegs, vor nichts Halt macht, um seine gesellschaftliche Stellung zu verbessern. Er kämpfe vergeblich um die Anerkennung eines intellektuellen Paares, deren Ablehnung provoziere in ihm den Wunsch nach Rache, der in ihm den Prozess einer Demoralisierung auslöse. Tomeks Metamorphose sei äußerst beängstigend, und Vergleiche mit Joker seien daher nicht unbegründet, so Zacharczuk.
Ola Salwa bemerkt in ihrer Kritik im Online-Kinomagazin Cineuropa, dass der Hass in Komasas Film nicht nur Online geschürt werde, sondern sich auch die soziale Ungleichheit als Nährboden für Hass erweise: „Reiche Kinder wie Gabi und ihre Freunde sprechen Englisch und ihre Muttersprache Polnisch. Sie können ihre Koffer packen, um mit einem Fingerschnippen ihrer Eltern in London oder den USA zu studieren, während andere wie Tomek „Barmherzigkeit“ brauchen, um überhaupt anfangen zu können.“ Dies führe zu Frustration, Neid und Misstrauen und letztlich auch Hass, so Salwa.

### Möglicher Einsatz im Unterricht
Das Onlineportal kinofenster.de empfiehlt den Film ab der 10. Klasse für die Unterrichtsfächer Deutsch, Ethik/Religion, Kunst und Sozial-/Gemeinschaftskunde und bietet Unterrichtsmaterialien zum Film an. Dort schreibt Stefan Stiletto, obgleich sich The Hater auf die negativen Seiten sozialer Netzwerke beschränke, sei er damit thematisch hochaktuell. Zudem gelinge es dem Film, den Bogen zwischen digitaler und realer Welt zu spannen und sichtbar zu machen, welche tatsächlichen Folgen das Handeln im virtuellen Raum haben kann. So biete er Anlass, etwa im Rahmen des Deutsch- oder Sozialkundeunterrichts, die Folgen von Fake News zu thematisieren und damit verbunden die Frage, wie sich der Wahrheitsgehalt von Informationen aus dem Internet überhaupt überprüfen lässt. Ebenso könne über die Möglichkeiten der Manipulation und Überwachung über soziale Netzwerke diskutiert werden, gerade auch im Kontext von Radikalisierungstendenzen, Hassreden und sogenannten Filterblasen.

### Die Ermordung von Paweł Adamowicz
Am 14. Januar 2019, nur wenige Tage nach dem Abschluss der Dreharbeiten von Hejter, wurde der Danziger Stadtpräsident Paweł Adamowicz ermordet. Die Parallelen dieses Falls mit dem von Bürgermeisterkandidat Pawel Rudnicki im Film wurden von Kritikern immer wieder als beängstigend beschrieben.

### Auszeichnungen
Polnischer Filmpreis 2021
- Auszeichnung mit dem Publikumspreis[16]

Tribeca Film Festival 2020
- Auszeichnung als Bester Film im internationalen Wettbewerb (Jan Komasa)[17][18]

Darüber hinaus gelangte der Film auch in die Vorauswahl für die Golden Globe Awards 2021 (Bester fremdsprachiger Film).